# Рёд, Магнус Абельвик
Магнус Абельвик Рёд (норв. Magnus Abelvik Rød; род. 7 июля 1997, Осло) — норвежский гандболист, правый полусредний венгерского клуба «Пик» и сборной Норвегии. Серебряный призёр чемпионатов мира 2017 и 2019 годов.

## Клубная карьера

### Баккелаге хандбол
Магнус Абельвик Рёд воспитанник клуба «Баккелаге Гандбол». Магнус Абельвик Рёд с 2013 года выступал за клуб «Баккелаге Гандбол». 31 августа 2013 года, в первом же матче кубка НМ среди взрослых, Магнус Рёд забросил 2 гола. В первом своём матче чемпионата Норвегии, который проходил 15 сентября 2013 года, Магнус Абельвик Рёд забросил 4 мяча и заработал 1 предупреждение. Всего в первом сезоне Рёд сыграл 5 матчей и забросил в них 6 мячей. По итогам сезона 2015/16 Рёд стал пятым по числу забитых мячей в команде «Баккелаге Гандбол».

### Фленсбург-Хандевитт
В декабре Магнус Рёд заключил трёхлетний контракт с клубом «Фленсбург-Хандевитт», выступать за который Рёд будет начиная со следующего сезона. Магнус Рёд дебютировал за «Фленсбург-Хандевитт» 27 августа 2017 года, в матче против ТУС-Люббекке. «Фленсбург-Хандевитт» выиграл со счётом 37:23. 16 сентября 2017 года Магнус Рёд дебютировал в лиге Чемпионов ЕГФ, в матче против датского клуба Ольборг. 23 сентября в матче лиги чемпионов ЕГФ, против венгерского Веспрема Магнус Рёд забросил 2 гола. Фленсбург-Хандевитт проиграл со счётом 28:27. 5 ноября 2017 года, Магнус Рёд, в матче против Лемго, забросил 1 гол, а также отдал 1 передачу. Всего в первом сезоне в бундеслиге, Магнус Рёд сыграл 20 матчей и забросил 17 мячей..
В первом матче сезона 2018/19 «Фленсбург-Хандевитт» играл в гостях против команды «Минден». «Фленсбург-Хандевитт» выиграли игру со счётом 28:31. Магнус Рёд не отличился.. 27 сентября 2018 года, в матче против Ганновер-Бургдорф, Магнус Рёд забросил 6 мячей и стал самым результативным игроком Фленсбург-Хандевитт в матче.

## В сборной
Магнус Абельвик Рёд выступает за молодёжную сборную Норвегии, участник чемпионата Европы среди молодёжи 2016. Участвовал в чемпионате Европы среди молодёжи до 20 лет. 4 июня 2016 года Магнус Рёд дебютировал в основной сборной Норвегии. Всего в сборной сыграл 44 матчей и забросил 90 мячей.

## Награды
- Бронзовый призёр летних юношеских олимпийских игр: 2014[17][18]
- Серебряный призёр чемпионата мира (2): 2017 и 2019
- Чемпион Германии: 2018

## Статистика
Статистика указана в регулярном чемпионате и Sluttspillvinner 
| 2016/17* | Бэккелаге Гандбол   | GRUNDIGligaen menn | 23 | 97 | 0 | 97 | Еврокубки          | -  | -  | - | -  |
| 2017/18  | Фленсбург-Хандевитт | Бундеслига         | 20 | 17 | 0 | 17 | Лига чемпионов ЕГФ | 15 | 20 | 0 | 20 |
| 2018/19  | Фленсбург-Хандевитт | Бундеслига         | 31 | 81 | 0 | 81 | Лига чемпионов ЕГФ | 15 | 42 | 0 | 42 |
| 2019/20  | Фленсбург-Хандевитт | Бундеслига         | 20 | 86 | 1 | 87 | Лига чемпионов ЕГФ |    |    |   |    |